# Mont-Durand-Gletscher
Der Mont-Durand-Gletscher (französisch Glacier du Mont Durand) ist ein Talgletscher in den südwestlichen Walliser Alpen im Kanton Wallis, Schweiz. Er ist etwa 5,6 km lang und nahm einschliesslich seiner Tributärgletschern im Jahr 1995 eine Fläche von 7,62 km² ein. Die Exposition des Nährgebiets ist Ost, die des Zehrgebiets Nordost. 
Seinen Ursprung hat der Mont-Durand-Gletscher an der Südflanke des Grand Combin auf einer Höhe von 3570 m am vergletscherten Gipfel der Grande Tête de By. Der Gletscher fliesst nach Osten, wobei von Norden über einen Steilhang mit über 80 % Gefälle der Glacier du Croissant dazustösst, der auf 4280 m am Grand Combin ansetzt. In seinem weiteren Verlauf wird der Mont-Durand-Gletscher im Norden von der Tour de Boussine (3833 m ü. M.), einem Vorberg des Grand Combin, sowie im Süden von der Tête Blanche (3418 m ü. M.) und dem Mont Avril (3347 m ü. M.) flankiert. Über die beiden letztgenannten verläuft die Grenze zwischen Italien und der Schweiz. Die Gletscherzunge endete im Jahr 2005 auf etwa 2340 m ü. M. Das Schmelzwasser fliesst in die Dranse de Bagnes, welche im Lac de Mauvoisin gestaut wird und danach das Val de Bagnes zur Rhone entwässert.
Der Mont-Durand-Gletscher ist einer der wenigen Schweizer Alpengletscher, der während der 1990er Jahre leicht vorgestossen ist. Nach der Jahrtausendwende setzte aber auch bei diesem Gletscher ein Rückwärtstrend ein.